# Machilidae
Machilidae è una famiglia di insetti che comprende circa 250 specie di tisanuri lunghi fino a 1,2 cm. Questi insetti di forma allungata sono ricoperti da scaglie di colore marrone opaco o grigio scuro. Molti di essi corrono velocemente e possono saltare.

## Ciclo biologico
Le uova sono deposte in piccoli gruppi in fessure o crepe; i giovani impiegano circa due anni per raggiungere la maturità. Questi insetti si nutrono di licheni, alghe e residui vegetali.

## Distribuzione
In tutto il mondo, nei prati, nelle zone costiere boscose, sotto i sassi, tra le foglie cadute o tra i residui vegetali.